# Seznam olympijských medailistů v severské kombinaci
Severská kombinace se objevila už na prvních zimních olympijských hrách v roce 1924 v Chamonix, ale jen s jednou disciplínou a to individuálním závodem jednotlivců. Ten se tehdy skládal z jednoho skoku na středním můstku a 18 kilometrového běhu na lyžích. Do ZOH 1984 se pořadí určovalo podle dané bodové tabulky. Od roku 1988 se po skoku na lyžích vybíhavalo na běžeckou trať s časovým odstupem na vítěze skokanské části (stíhací závod). Kdo nakonec doběhne do cíle běžecké trati jako první stane se celkovým vítězem. V roce 1988 se do programu ZOH dostal závod družstev a v roce 2002 také sprint.

## Závod jednotlivců
- V letech 1988–1992 se 1 bod po skoku rovnal 6,7 sekundám ztráty na vítěze skokanské části.
- V roce 1994 – 1 bod = 6,5 sekundy.
- V roce 1998 – 1 bod = 6 sekund.
- V roce 2002 – 1 bod = 5 sekund.
- Od roku 2006 se 1 bod rovná 4 sekundám ztráty.

### Individuální závod a střední můstek
- Do programu ZOH zařazena tato disciplína od roku 1924.
- V letech 1924–1936 se skákaly dva skoky a oba dva se počítaly.
- V letech 1948–1992 se skákaly tři skoky a nejlepší dva z nich se započítaly.
- V letech 1994–2006 se opět skákaly jen dva skoky a oba se započítávaly.
- Od roku 2010 se skáče jen jeden skok a ten se započítává.

| Rok                             | Zlato                                                 | Stříbro                                        | Bronz                                                  |
| ------------------------------- | ----------------------------------------------------- | ---------------------------------------------- | ------------------------------------------------------ |
| Střední můstek + 18 km          |                                                       |                                                |                                                        |
| ZOH 1924 Chamonix               | Thorleif Haug · Norsko (NOR)                          | Thoralf Strømstad · Norsko (NOR)               | Johan Grøttumsbråten · Norsko (NOR)                    |
| ZOH 1928 Svatý Mořic            | Johan Grøttumsbråten · Norsko (NOR)                   | Hans Vinjarengen · Norsko (NOR)                | Jon Snersrud · Norsko (NOR)                            |
| ZOH 1932 Lake Placid            | Johan Grøttumsbråten · Norsko (NOR)                   | Ole Stenen · Norsko (NOR)                      | Hans Vinjarengen · Norsko (NOR)                        |
| ZOH 1936 Garmisch-Partenkirchen | Oddbjørn Hagen · Norsko (NOR)                         | Olaf Hoffsbakken · Norsko (NOR)                | Sverre Brodahl · Norsko (NOR)                          |
| ZOH 1948 Svatý Mořic            | Heikki Hasu · Finsko (FIN)                            | Martti Huhtala · Finsko (FIN)                  | Sven Israelsson · Švédsko (SWE)                        |
| ZOH 1952 Oslo                   | Simon Slåttvik · Norsko (NOR)                         | Heikki Hasu · Finsko (FIN)                     | Sverre Stenersen · Norsko (NOR)                        |
| Střední můstek + 15 km          |                                                       |                                                |                                                        |
| ZOH 1956 Cortina d'Ampezzo      | Sverre Stenersen · Norsko (NOR)                       | Bengt Eriksson · Švédsko (SWE)                 | Franciszek Gąsienica · Polsko (POL)                    |
| ZOH 1960 Squaw Valley           | Georg Thoma · Tým sjednoceného Německa (EUA)          | Tormod Knutsen · Norsko (NOR)                  | Nikolaj Gusakov · Sovětský svaz (URS)                  |
| ZOH 1964 Innsbruck              | Tormod Knutsen · Norsko (NOR)                         | Nikolaj Kiseljov · Sovětský svaz (URS)         | Georg Thoma · Tým sjednoceného Německa (EUA)           |
| ZOH 1968 Grenoble               | Franz Keller · Západní Německo (FRG)                  | Alois Kälin · Švýcarsko (SUI)                  | Andreas Kunz · Německá demokratická republika (GDR)    |
| ZOH 1972 Sapporo                | Ulrich Wehling · Německá demokratická republika (GDR) | Rauno Miettinen · Finsko (FIN)                 | Karl-Heinz Luck · Německá demokratická republika (GDR) |
| ZOH 1976 Innsbruck              | Ulrich Wehling · Německá demokratická republika (GDR) | Urban Hettich · Západní Německo (FRG)          | Konrad Winkler · Německá demokratická republika (GDR)  |
| ZOH 1980 Lake Placid            | Ulrich Wehling · Německá demokratická republika (GDR) | Jouko Karjalainen · Finsko (FIN)               | Konrad Winkler · Německá demokratická republika (GDR)  |
| ZOH 1984 Sarajevo               | Tom Sandberg · Norsko (NOR)                           | Jouko Karjalainen · Finsko (FIN)               | Jukka Ylipulli · Finsko (FIN)                          |
| ZOH 1988 Calgary                | Hippolyt Kempf · Švýcarsko (SUI)                      | Klaus Sulzenbacher · Rakousko (AUT)            | Allar Levandi · Sovětský svaz (URS)                    |
| ZOH 1992 Albertville            | Fabrice Guy · Francie (FRA)                           | Sylvain Guillaume · Francie (FRA)              | Klaus Sulzenbacher · Rakousko (AUT)                    |
| ZOH 1994 Lillehammer            | Fred Børre Lundberg · Norsko (NOR)                    | Takanori Kono · Japonsko (JPN)                 | Bjarte Engen Vik · Norsko (NOR)                        |
| ZOH 1998 Nagano                 | Bjarte Engen Vik · Norsko (NOR)                       | Samppa Lajunen · Finsko (FIN)                  | Valerij Stoljarov · Rusko (RUS)                        |
| ZOH 2002 Salt Lake City         | Samppa Lajunen · Finsko (FIN)                         | Jaakko Tallus · Finsko (FIN)                   | Felix Gottwald · Rakousko (AUT)                        |
| ZOH 2006 Turín                  | Georg Hettich · Německo (GER)                         | Felix Gottwald · Rakousko (AUT)                | Magnus Moan · Norsko (NOR)                             |
| Střední můstek + 10 km          |                                                       |                                                |                                                        |
| ZOH 2010 Vancouver              | Jason Lamy-Chappuis · Francie (FRA)                   | Johnny Spillane · Spojené státy americké (USA) | Alessandro Pittin · Itálie (ITA)                       |
| ZOH 2014 Soči                   | Eric Frenzel · Německo (GER)                          | Akito Watabe · Japonsko (JPN)                  | Magnus Krog · Norsko (NOR)                             |
| ZOH 2018 Pchjongčchang          | Eric Frenzel · Německo (GER)                          | Akito Watabe · Japonsko (JPN)                  | Lukas Klapfer · Rakousko (AUT)                         |
| ZOH 2022 Peking                 | Vinzenz Geiger · Německo (GER)                        | Jørgen Graabak · Norsko (NOR)                  | Lukas Greiderer · Rakousko (AUT)                       |

### Individuální závod a velký můstek
- Do programu ZOH zařazena tato disciplína od roku 2002.
- Od roku 2002 se skáče jeden skok a ten se započítává.

| Rok                     | Zlato                                      | Stříbro                                        | Bronz                            |
| ----------------------- | ------------------------------------------ | ---------------------------------------------- | -------------------------------- |
| Velký můstek + 7,5 km   |                                            |                                                |                                  |
| ZOH 2002 Salt Lake City | Samppa Lajunen · Finsko (FIN)              | Ronny Ackermann · Německo (GER)                | Felix Gottwald · Rakousko (AUT)  |
| ZOH 2006 Turín          | Felix Gottwald · Rakousko (AUT)            | Magnus Moan · Norsko (NOR)                     | Georg Hettich · Německo (GER)    |
| Velký můstek + 10 km    |                                            |                                                |                                  |
| ZOH 2010 Vancouver      | Bill Demong · Spojené státy americké (USA) | Johnny Spillane · Spojené státy americké (USA) | Bernhard Gruber · Rakousko (AUT) |
| ZOH 2014 Soči           | Jørgen Graabak · Norsko (NOR)              | Magnus Moan · Norsko (NOR)                     | Fabian Rießle · Německo (GER)    |
| ZOH 2018 Pchjongčchang  | Johannes Rydzek · Německo (GER)            | Fabian Rießle · Německo (GER)                  | Eric Frenzel · Německo (GER)     |
| ZOH 2022 Peking         | Jørgen Graabak · Norsko (NOR)              | Jens Lurås Oftebro · Norsko (NOR)              | Akito Watabe · Japonsko (JPN)    |

## Závod družstev
- V letech 1988–1994 se 1 bod po skoku rovnal 5 sekundám ztráty na vítěze skokanské části.
- V roce 1998 – 1 bod = 3 sekundy.
- V roce 2002 – 1 bod = 1,5 sekund.
- V roce 2006 – 1 bod = 1 sekunda.
- Od roku 2010 se 1 bod rovná 1,33 sekundy ztráty.

- Do programu ZOH zařazena tato disciplína od roku 1988.
- V letech 1988–1992 skákal každý závodník tři skoky a nejlepší dva z nich se započítaly do týmového součtu.
- V letech 1994–2006 skákal každý závodník jen dva skoky a oba se započítávaly do týmového součtu.
- Od roku 2010 skáče každý závodník jen jeden skok a ten se započítává do týmového součtu.

| Rok                        | Zlato                                                                                   | Stříbro                                                                                      | Bronz                                                                               |
| -------------------------- | --------------------------------------------------------------------------------------- | -------------------------------------------------------------------------------------------- | ----------------------------------------------------------------------------------- |
| Střední můstek + 3 × 10 km |                                                                                         |                                                                                              |                                                                                     |
| ZOH 1988 Calgary           | Západní Německo (FRG) · Thomas Müller · Hans-Peter Pohl · Hubert Schwarz                | Švýcarsko (SUI) · Fredy Glanzmann · Hippolyt Kempf · Andreas Schaad                          | Rakousko (AUT) · Hansjörg Aschenwald · Günther Csar · Klaus Sulzenbacher            |
| ZOH 1992 Albertville       | Japonsko (JPN) · Reiichi Mikata · Takanori Kono · Kenji Ogiwara                         | Norsko (NOR) · Knut Tore Apeland · Fred Børre Lundberg · Trond Einar Elden                   | Rakousko (AUT) · Klaus Ofner · Stefan Kreiner · Klaus Sulzenbacher                  |
| ZOH 1994 Lillehammer       | Japonsko (JPN) · Takanori Kono · Masashi Abe · Kenji Ogiwara                            | Norsko (NOR) · Knut Tore Apeland · Bjarte Engen Vik · Fred Børre Lundberg                    | Švýcarsko (SUI) · Jean-Yves Cuendet · Hippolyt Kempf · Andreas Schaad               |
| Střední můstek + 4 × 5 km  |                                                                                         |                                                                                              |                                                                                     |
| ZOH 1998 Nagano            | Norsko (NOR) · Halldor Skard · Kenneth Braaten · Bjarte Engen Vik · Fred Børre Lundberg | Finsko (FIN) · Samppa Lajunen · Jari Mantila · Tapio Nurmela · Hannu Manninen                | Francie (FRA) · Sylvain Guillaume · Nicolas Bal · Ludovic Roux · Fabrice Guy        |
| ZOH 2002 Salt Lake City    | Finsko (FIN) · Jari Mantila · Hannu Manninen · Jaakko Tallus · Samppa Lajunen           | Německo (GER) · Björn Kircheisen · Georg Hettich · Marcel Höhlig · Ronny Ackermann           | Rakousko (AUT) · Christoph Bieler · Michael Gruber · Mario Stecher · Felix Gottwald |
| ZOH 2006 Turín             | Rakousko (AUT) · Michael Gruber · Christoph Bieler · Felix Gottwald · Mario Stecher     | Německo (GER) · Björn Kircheisen · Georg Hettich · Ronny Ackermann · Jens Gaiser             | Finsko (FIN) · Antti Kuisma · Anssi Koivuranta · Jaakko Tallus · Hannu Manninen     |
| Velký můstek + 4 × 5 km    |                                                                                         |                                                                                              |                                                                                     |
| ZOH 2010 Vancouver         | Rakousko (AUT) · Bernhard Gruber · Felix Gottwald · Mario Stecher · David Kreiner       | Spojené státy americké (USA) · Brett Camerota · Todd Lodwick · Johnny Spillane · Bill Demong | Německo (GER) · Johannes Rydzek · Tino Edelmann · Eric Frenzel · Björn Kircheisen   |
| ZOH 2014 Soči              | Norsko (NOR) · Jørgen Graabak · Magnus Krog · Håvard Klemetsen · Magnus Moan            | Německo (GER) · Eric Frenzel · Björn Kircheisen · Fabian Rießle · Johannes Rydzek            | Rakousko (AUT) · Christoph Bieler · Bernhard Gruber · Lukas Klapfer · Mario Stecher |
| ZOH 2018 Pchjongčchang     | Německo (GER) · Vinzenz Geiger · Fabian Rießle · Eric Frenzel · Johannes Rydzek         | Norsko (NOR) · Jan Schmid · Espen Andersen · Jarl Magnus Riiber · Jørgen Graabak             | Rakousko (AUT) · Wilhelm Denifl · Lukas Klapfer · Bernhard Gruber · Mario Seidl     |
| ZOH 2022 Peking            | Norsko (NOR) · Espen Bjørnstad · Espen Andersen · Jens Lurås Oftebro · Jørgen Graabak   | Německo (GER) · Manuel Faißt · Julian Schmid · Eric Frenzel · Vinzenz Geiger                 | Japonsko (JPN) · Yoshito Watabe · Hideaki Nagai · Akito Watabe · Ryota Yamamoto     |